# لار، خیبرپختونخوا
لار (به انگلیسی: Lar) یک شهرک در پاکستان است که در ناحیه دیره اسماعیل خان واقع شده‌است.